# Штурм Варшави (1831)
Штурм Варшави російськими військами під командуванням фельдмаршала Паскевича відбувся 26 серпня (7 вересня за новим стилем) 1831 року. Наступного дня Варшава капітулювала, що фактично поклало край Польському повстанню 1831 року.